# 381725 Bobrinsky
381725 Bobrinsky è un asteroide della fascia principale interna. Scoperto nel 2009, presenta un'orbita caratterizzata da un semiasse maggiore pari a 2,353152 UA e da un'eccentricità di 0,219835, inclinata di 1,534257° rispetto all'eclittica.
Fa parte della famiglia di asteroidi Nisa.
Nicolas Bobrinsky è un ingegnere spaziale francese che nel 2009 è stato il primo responsabile del programma Space Situational Awareness dell'ESA. Ha gettato le basi per gli sforzi di difesa planetaria, che da allora si sono ampliati fino a includere nuove capacità di indagine, un team di valutazione dell'impatto e la missione di difesa planetaria Hera.